# ويل سميث (ممثل)
ويل سميث (بالإنجليزية: Will Smith)‏ هو كوميدي ارتجالي وكاتب سيناريو وممثل بريطاني، ولد في 1971 في جيرزي.

## وصلات خارجية
- ويل سميث على موقع IMDb (الإنجليزية)
- ويل سميث على موقع ألو سيني (الفرنسية)
- ويل سميث على موقع أول موفي (الإنجليزية)
- ويل سميث على موقع قاعدة بيانات الفيلم (الإنجليزية)
- ويل سميث على موقع كينوبويسك (الروسية)